# モレポロレ
モレポロレ（Molepolole） は、ボツワナの村。人口69,789人（2008年）。ボツワナではセロウェに次いで2番目に大きな村であり、アフリカでもっとも大きな伝統村落のひとつである。

## 概要
モレポロレはツワナ人の1部族であるクウェナ（バクウェナ）族の本拠地であり、クウェネン地区の州都である。首都ハボローネからは50km西に位置し、カラハリ砂漠への玄関口となっている。モレポロレには大きな部族議会（コトラ）やスコットランド・リビングストン病院がある。

## 交通

### 道路
- 国道A12号線 (ボツワナ)